# Ordre de bataille lors de la bataille de Wertingen
Pour un article plus général, voir Bataille de Wertingen.
 (mars 2025).
Si vous disposez d'ouvrages ou d'articles de référence ou si vous connaissez des sites web de qualité traitant du thème abordé ici, merci de compléter l'article en donnant les références utiles à sa vérifiabilité et en les liant à la section « Notes et références ».

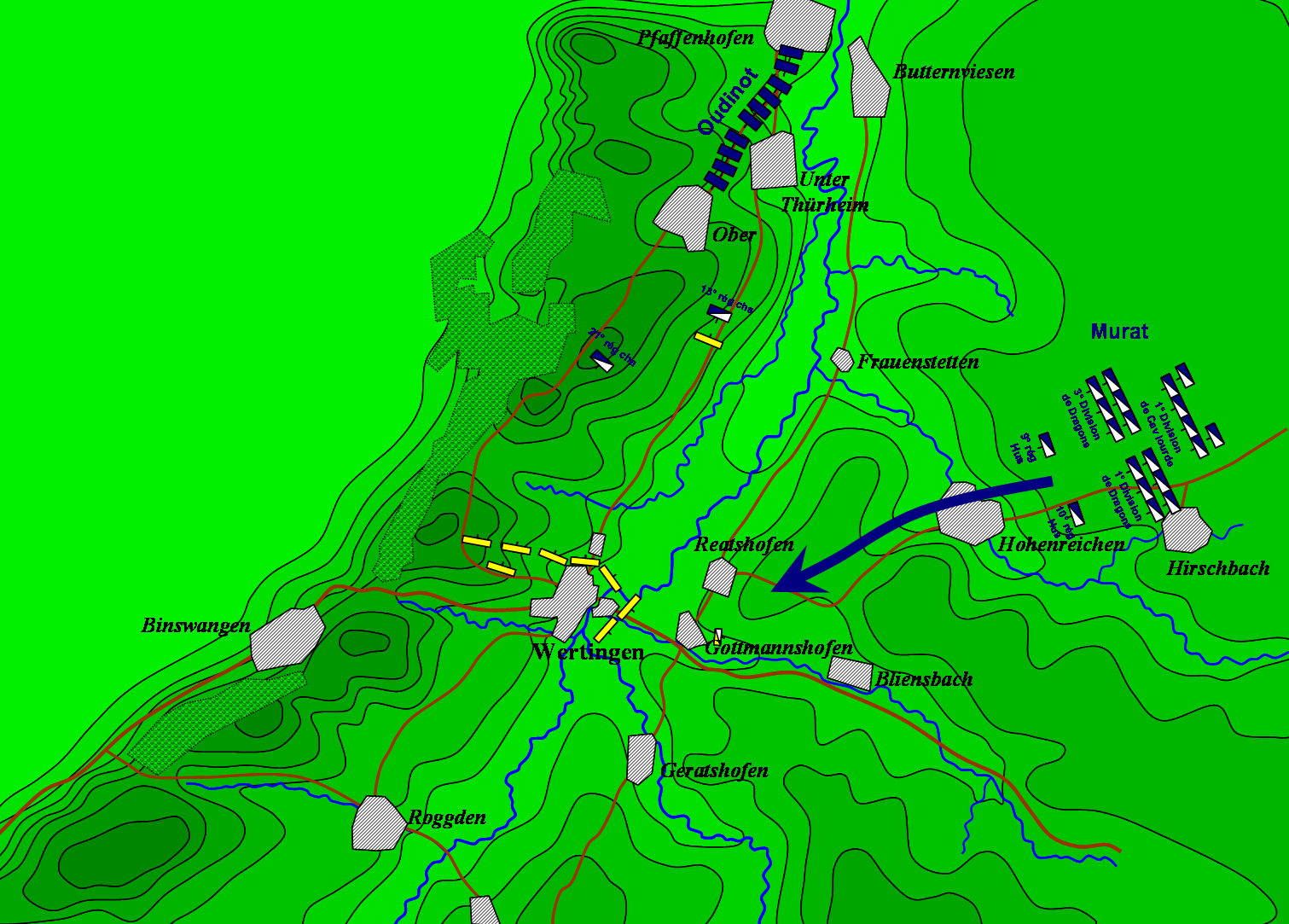
Les positions françaises (en bleu) et autrichiennes(en jaune) au début de la bataille.

Ce qui suit est l'ordre de bataille des forces militaires en présence lors de la bataille de Wertingen, qui eut lieu le 8 octobre 1805 et opposa les armées françaises et autrichiennes lors de la Troisième Coalition.

## Armée française
Grande Armée : empereur Napoléon Ier, commandant en chef — 7 000 fantassins, 7 400 cavaliers et 14 pièces d’artillerie

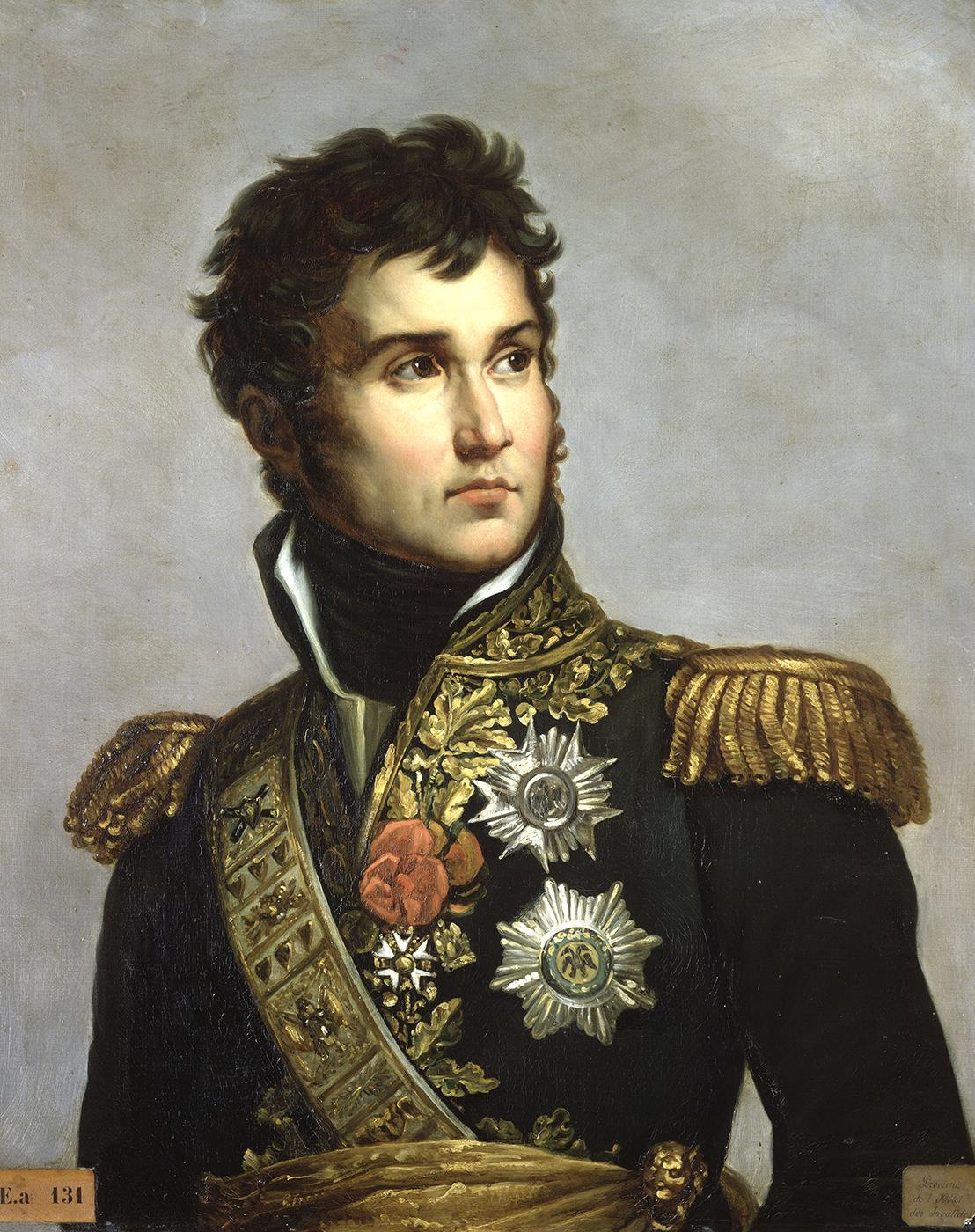
Le Maréchal Lannes, portrait par Julie Volpelière (1834).

- 5e corps : maréchal Jean Lannes (arrivé à 16 h)
  - 5e division de cavalerie légère : général de brigade Jean-Louis-François Fauconnet (arrivé à 14 h)
    - Compagnie d’artillerie à cheval de 6 livres — 6 canons
    - 1re brigade : général de brigade Anne-François-Charles Trelliard
      - 9e régiment de hussards — 3 escadrons, 344 hommes
      - 10e régiment de hussards — 3 escadrons, 335 hommes

    - 2e brigade : général de brigade Jean-Louis-François Fauconnet
      - 13e régiment de chasseurs à cheval — 3 escadrons, 339 hommes
      - 21e régiment de chasseurs à cheval — 3 escadrons, 331 hommes

  - 1re division d’infanterie : général de division Nicolas-Charles Oudinot (arrivé à 16 h)
    - 1re brigade : général de brigade Claude Joseph de Laplanche-Morthières
      - 1er régiment d’élite :
        - 1er bataillon (issu du 13e régiment d'infanterie de ligne) — 1 bataillon, 684 hommes
        - 2e bataillon (issu du 58e régiment d'infanterie de ligne) — 1 bataillon, 747 hommes

      - 2e régiment d’élite :
        - 1er bataillon (issu du 9e régiment d'infanterie de ligne) — 1 bataillon, 662 hommes
        - 2e bataillon (issu du 81e régiment d'infanterie de ligne) — 1 bataillon, 692 hommes

    - 2e brigade : général de brigade Pierre Louis Dupas
      - 3e régiment d’élite :
        - 1er bataillon (issu du 2e régiment d'infanterie légère) — 1 bataillon, 702 hommes
        - 2e bataillon (issu du 3e régiment d'infanterie légère) — 1 bataillon, 744 hommes

      - 4e régiment d’élite :
        - 1er bataillon (issu du 28e régiment d'infanterie légère) — 1 bataillon, 719 hommes
        - 2e bataillon (issu du 31e régiment d'infanterie légère) — 1 bataillon, 717 hommes

    - 3e brigade : général de brigade François Amable Ruffin
      - 5e régiment d’élite :
        - 1er bataillon (issu du 12e régiment d'infanterie légère) — 1 bataillon, 682 hommes
        - 2e bataillon (issu du 15e régiment d'infanterie légère) — 1 bataillon, 699 hommes

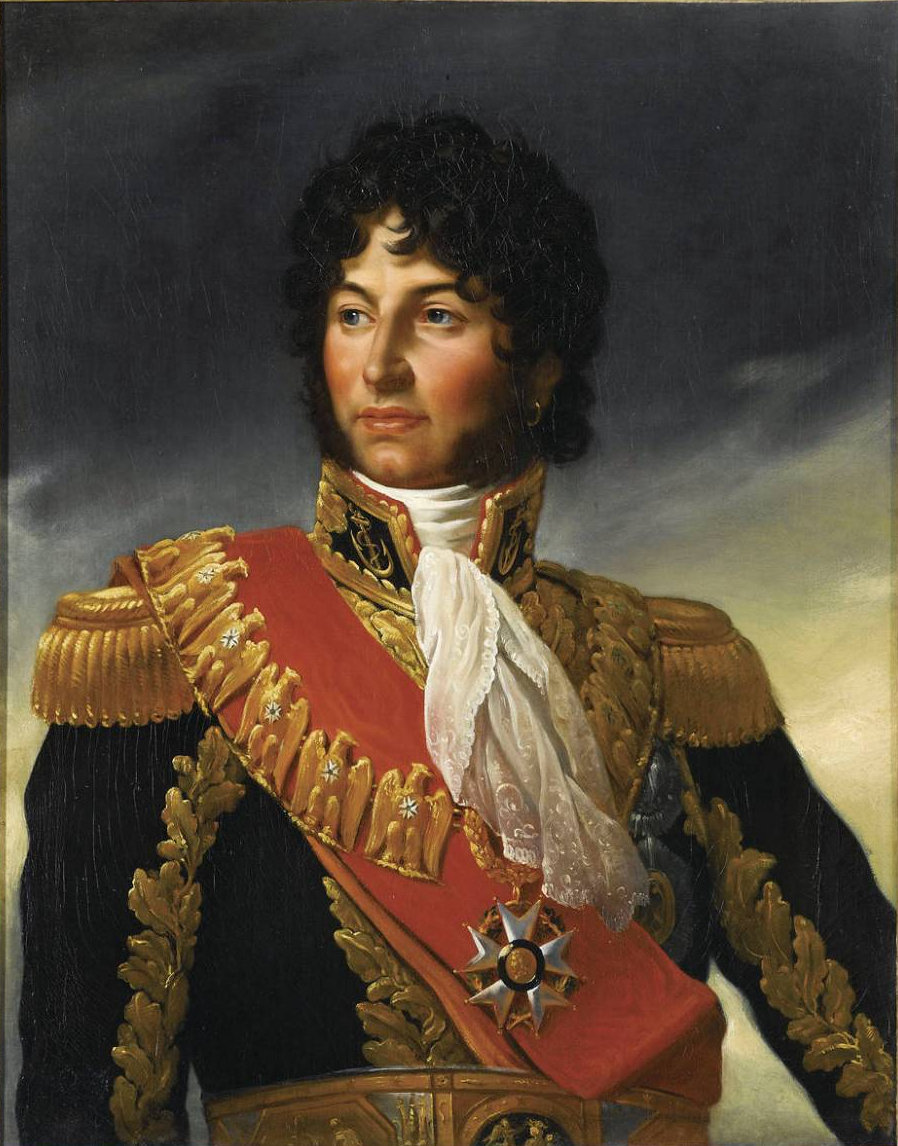
Joachim Murat en uniforme de maréchal d'Empire, 1805.

- Corps de réserve de cavalerie : maréchal Joachim Murat (arrivé à 16 h)
  - 3e division de dragons : général de division Marc-Antoine de Beaumont (arrivé à 12 h 30)
    - 2e régiment d'artillerie à cheval — 3e compagnie, 8 canons de 8 livres
    - 1re brigade : général de brigade Charles Joseph Boyé
      - 5e régiment de dragons — 3 escadrons, 429 hommes
      - 8e régiment de dragons — 3 escadrons, 341 hommes

    - 2e brigade :
      - 9e régiment de dragons — 3 escadrons, 365 hommes
      - 12e régiment de dragons — 3 escadrons, 365 hommes

    - 3e brigade :
      - 16e régiment de dragons — 3 escadrons, 345 hommes
      - 21e régiment de dragons — 3 escadrons, 435 hommes

  - 1re division de dragons : général de division Dominique-Louis-Antoine Klein (arrivé à 16 h)
    - 1er régiment de dragons — 3 escadrons, 374 hommes
    - 2e régiment de dragons — 3 escadrons, 410 hommes

  - 1re division de cavalerie lourde : général de division Étienne Marie Antoine Champion de Nansouty (arrivé à 16 h 30)
    - 1re brigade : général de brigade Joseph Piston
      - 1er régiment de carabiniers — 3 escadrons, 478 hommes
      - 2e régiment de carabiniers — 3 escadrons, 575 hommes

    - 2e brigade : général de brigade Armand Lebrun de La Houssaye
      - 1er régiment de cuirassiers — 3 escadrons, 407 hommes
      - 2e régiment de cuirassiers — 3 escadrons, 532 hommes

    - 3e brigade : général de brigade Antoine Louis Decrest de Saint-Germain
      - 3e régiment de cuirassiers — 3 escadrons, 520 hommes
      - 5e régiment de cuirassiers — 3 escadrons, 480 hommes

### Armée autrichienne
Armée d'Autriche : Feldmarschall-Leutnant baron Franz Xaver von Auffenberg, commandant en chef — 5 000 fantassins, 400 cavaliers et 9 pièces d’artillerie
- Cavalerie : 4 escadrons, 400 hommes
  - 3e régiment de cuirassiers Erzherzog Albert — 2 escadrons, 200 hommes
  - 4e régiment de chevau-légers Latour — 2 escadrons, 200 hommes
- Infanterie : 9 bataillons, 5 000 hommes
  - Régiment d'infanterie no 18 Stuart (pl) — 1 bataillon de grenadiers, 600 hommes
  - Régiment d'infanterie no 42 Erbach (pl) — 1 bataillon de grenadiers, 600 hommes
  - Régiment d'infanterie no 25 Spork (pl) — 1 bataillon de grenadiers, 600 hommes
  - Régiment d'infanterie no 38 Württemberg (pl) — 1 bataillon de grenadiers, 600 hommes
  - Régiment d'infanterie no 57 Colloredo (pl) — 1 bataillon de grenadiers, 600 hommes
  - Régiment d'infanterie no 55 Reuss Greitz (pl) — 3 bataillons + 1 bataillon de grenadiers, 2 400 hommes
- Artillerie : 9 canons
  - 1 canon de 4 livres par bataillon